# Dolmen de Sorginetxe

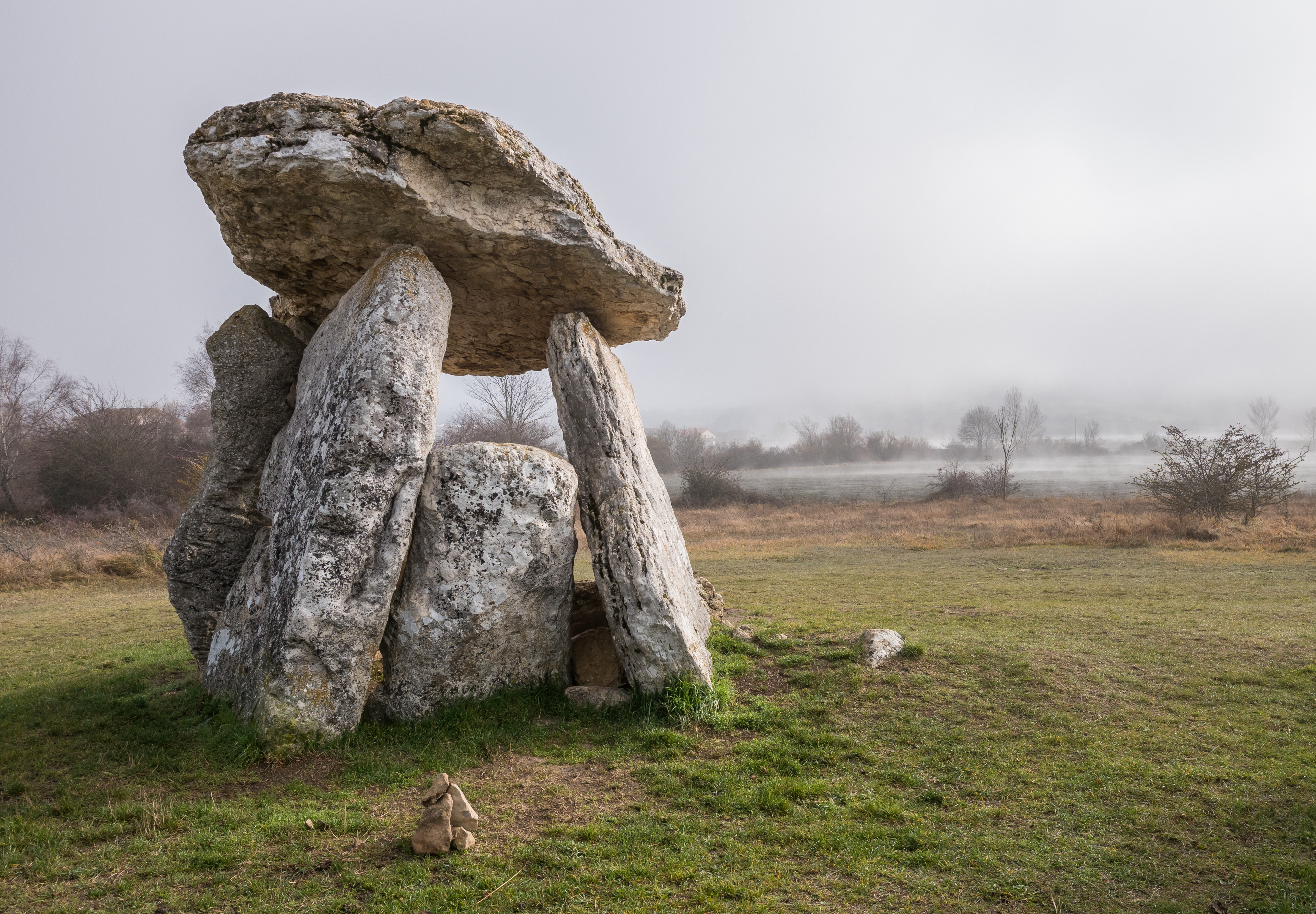
Otra vista del dolmen

El dolmen de Sorginetxe es un monumento megalítico funerario del Neolítico, declarado Bien de Interés Cultural en la categoría de Conjunto Monumental: Dólmenes de las tierras bajas del Territorio Histórico de Álava. Está situado en la localidad de Arrízala, término municipal de Agurain/Salvatierra, provincia de Álava (España). Según la mitología vasca, fue construido con grandes piedras levantadas, traídas de noche por las sorginak o sorgiñak sobre la punta de sus ruecas.

## Etimología
Sorginetxe es un término vasco que significa «casa de brujas»: de Sorgina «bruja» y etxe, sufijo vasco que significa «casa». Sorgina es parecido al término francés «sorcier - sorcière», procedente del latín vulgar sortiarius, «echador de suertes», derivado de sors (gen. sortis). Muchos lugares y monumentos megalíticos en el País Vasco llevan un nombre que hace referencia a las Sorgin (Sorgin zilo, Sorginetxe).

## Historia
En la segunda mitad del siglo XIX se sucedieron los descubrimientos de nuevos monumentos megalíticos en Álava. En 1871 se descubre la estación dolménica de Cuartango; en 1879 se producen los primeros hallazgos en Sorginetxe, de la mano de Federico Baráibar; ese mismo año se descubren monumentos dolménicos en Eskalmendi y Kapelamendi (1879, Becerro de Bengoa) o Jentillari (1879, Ramón Adán de Yarza). Diez años después, en 1889, Julián Apraiz Sáenz del Burgo estudia el monumento de Encía.
El dolmen de Sorginetxe fue construido aproximadamente en el año 2500 a. C. En este lugar enterraban a sus seres queridos los antiguos pobladores del valle, ganaderos en su mayoría. Fue descubierto y descrito por vez primera hacia 1833. En 1879 fue excavado por Federico Baraibar y en 1890, parcialmente, por Julián Apraiz  quien recogió una punta de pedúnculos y aletas y restos óseos humanos, que hoy se encuentran en paradero desconocido.
En 1909, Federico Baraibar adquirió el terreno donde se sitúa Sorginetxe a Onofre Pérez de San Román, vecino de Opacua, con el objetivo de asegurar su conservación. Posteriormente, en 1913, se lo donó a la Diputación Foral de Álava, de quien depende su conservación.

### Morfología
Monumento funerario bien conservado, presenta cinco losas de piedra caliza que delimitan una cámara poligonal rematadas por  una gran losa horizontal que las cubre (2,30 m x 1,90 m y altura de 2,35 m). No se conserva el túmulo que en origen debió cubrir esta estructura.

## Galería

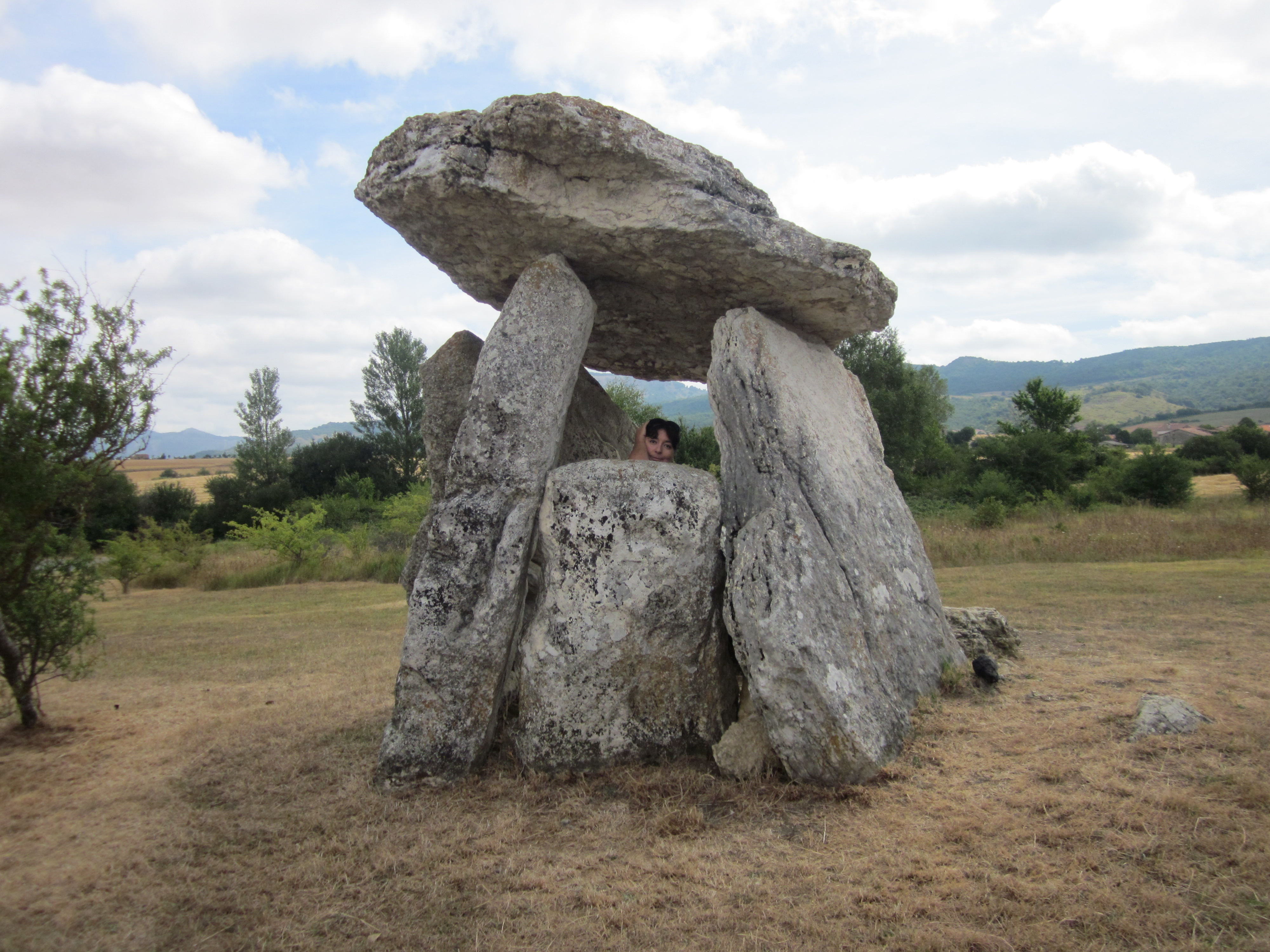
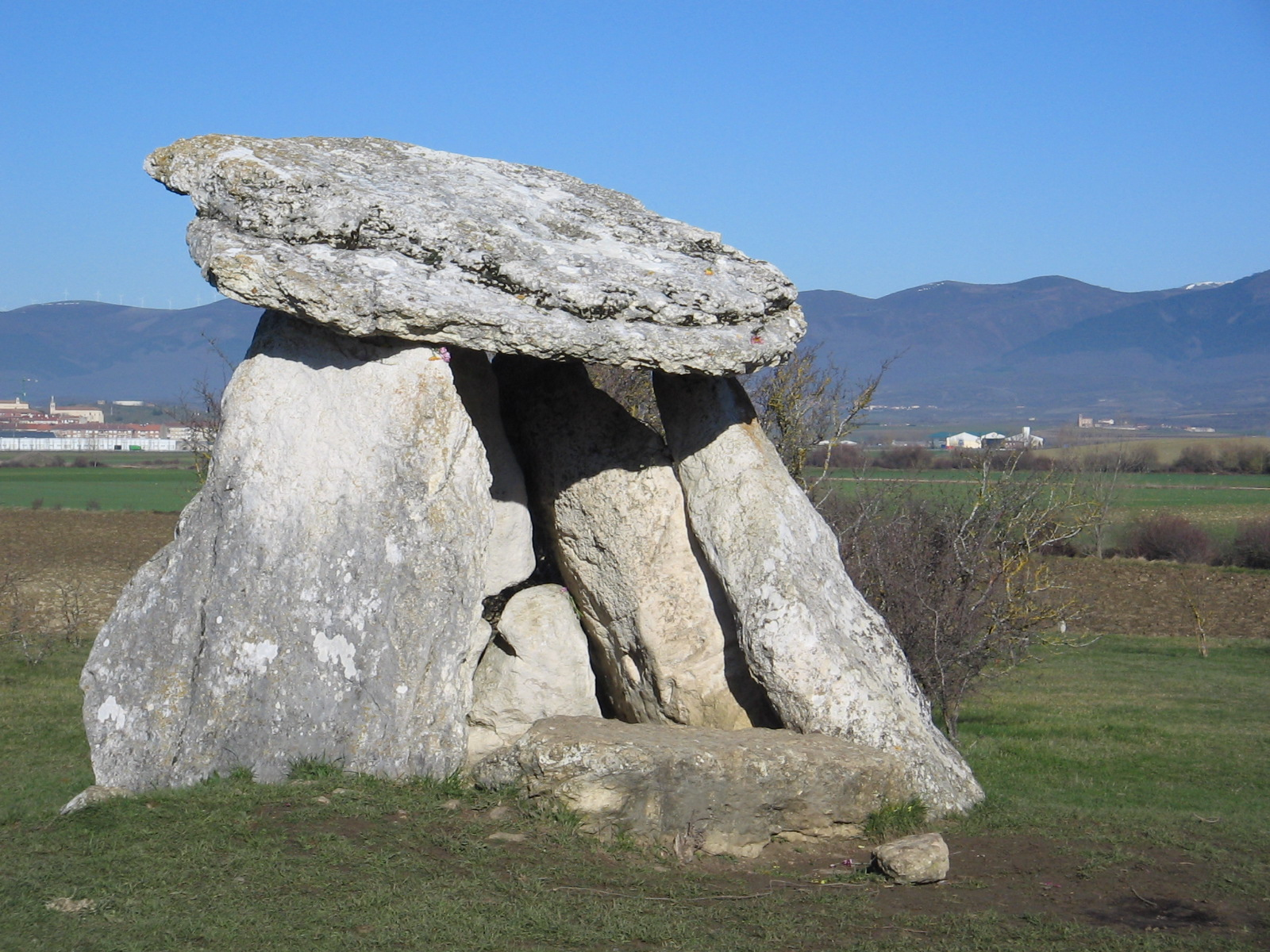
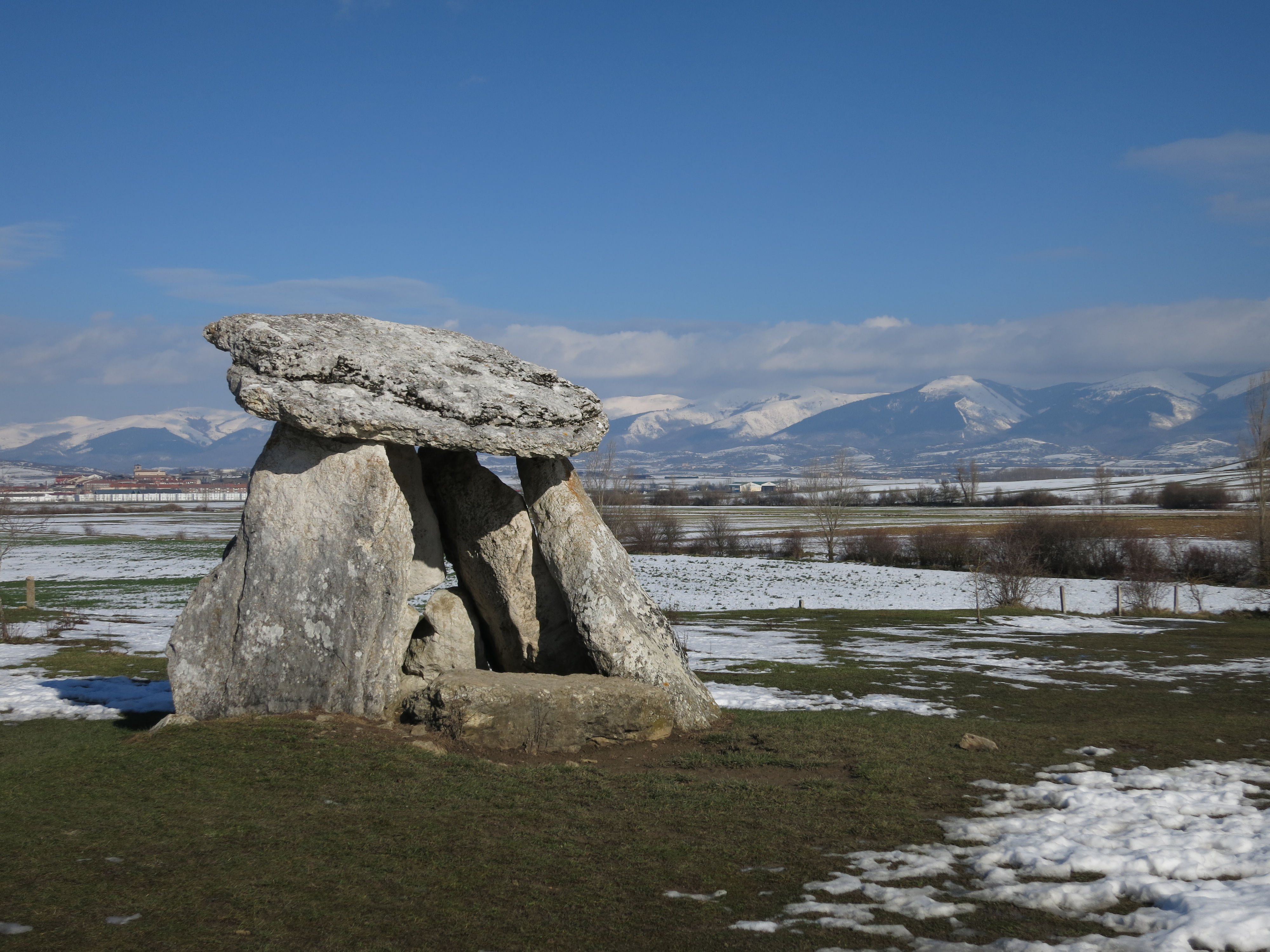
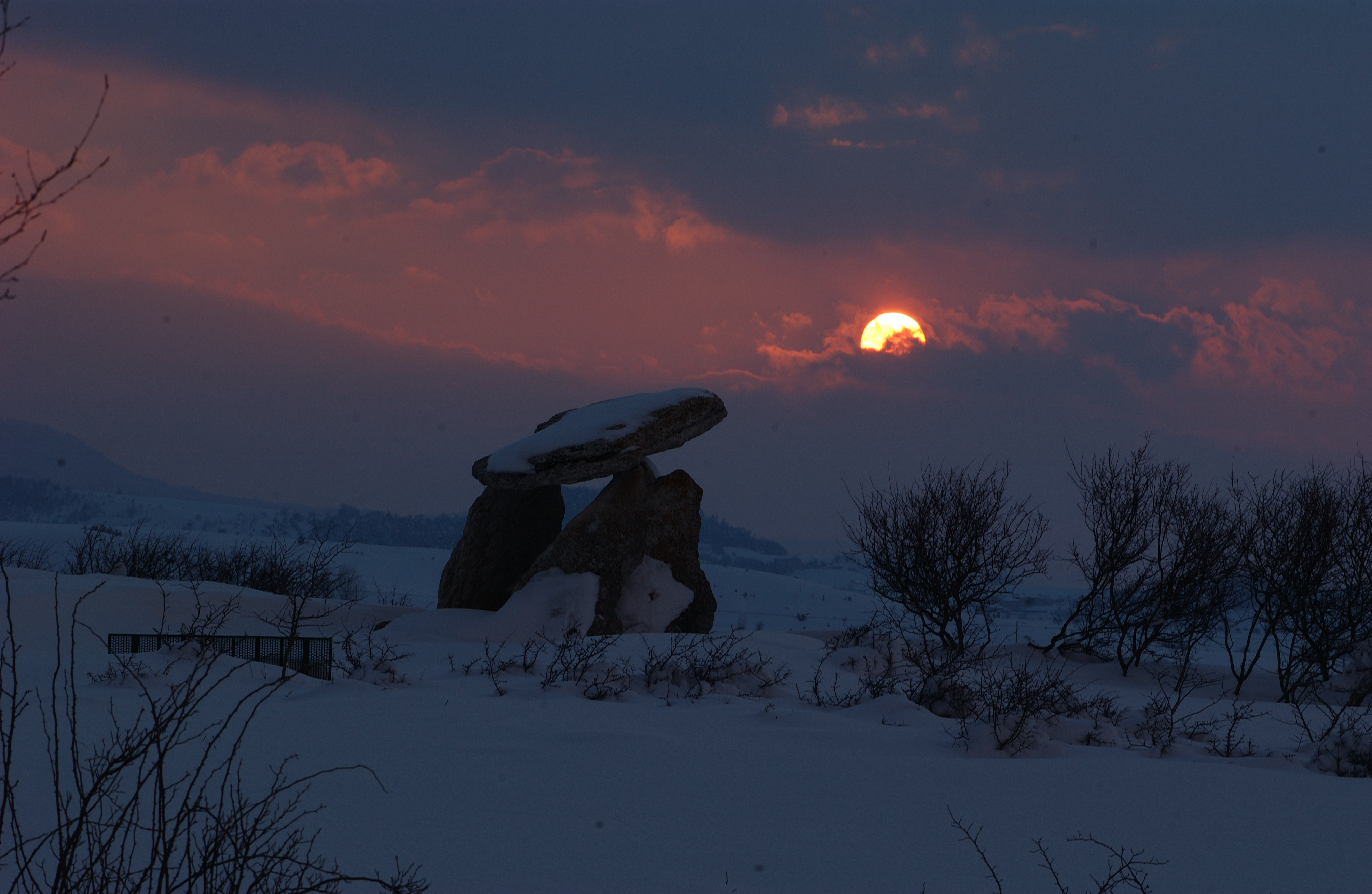